# Harmogenanina
Genre
Harmogenanina est un genre de gastéropodes tropicaux terrestres appartenant à la famille Helicarionidae.

## Liste des espèces
N.B. : cette liste est possiblement incomplète.
- Harmogenanina argentea
- Harmogenanina detecta
- Harmogenanina implicata
- Harmogenanina linophora
- Harmogenanina subdetecta